# Шпита Павло Васильович
Шпита Павло Васильович (19 вересня 1924 року — 25 грудня 1997 року) — український радянський письменник, журналіст. Член Спілки письменників УРСР.

## Біографія
Павло Шпита народився 19 вересня 1924 року у селі Бейзимівка Чуднівського району Житомирської області, у селянській родині. Закінчивши школу, навчався у технікумі землевпорядкування. Із початком німецько-радянської війни воював у партизанських загонах, пізніше — у лавах РСЧА.
З дитинства пізнав ціну хліборобської праці і ціну, як він говорив автору цих рядків, «окрайця хліба», бо, опухший від голоду, ледь вижив у 1932-1933 роках. Після закінчення семирічки навчався у технікумі землевпорядкування. Велика Вітчизняна війна покликала його у свої лави. У її вирі був контужений, а рани давали про себе знати все життя. Нагороджений медалями. Після закінчення війни оселився у селі Вільшанка та назавжди пов'язав своє життя з районною газетою «Прапор комунізму» (нині - "Життя Чуднівщини") , спочатку коректором, пізніше — інструктором по роботі з робсількорами, відповідальним секретарем, заступником редактора. . В її редакції працювали такі відомі в області журналісти як Л.Прус, І.Варшавський, М.Ніколаєнко. Це були творчі особистості, які відстоювали власні ддумки і позиції, творили газету, яка користувалась великою популярністю серед населення району. В такому колективі однодумців і працював Павло Васильович, порушуючи все нові теми життя району в газетних публікаціях та художньо осмислюючи проблеми загальнолюдських цінностей.
Був одружений, мав трьох дітей: двох синів, Володимира і Анатолія, і доньку Люсю.Також мав рідного брата.
Помер 25 грудня 1997 року в с.Вільшанка, де і похований.

## Творчість
Павло Васильович Шпита довгі роки працював у Чуднівській районній газеті і формувався в ній як публіцист і письменник. З-під його пера на шпальтах газети часто з'являлися нариси про долі людей хліборобської праці, джерела їхнього трудового ентузіазму, порушувались морально-етичні проблеми, діставалося й тим, хто намагався обрати легкий шлях у житті. Про це засвідчують його оповідання «Лісниківна», «Житній хліб», «Самійлиха», «Де Левчиків тато?» та інші. 
Шлях у літературу Павла Шпити подібний до сходження на її терени багатьох його ровесників, на юнацькі роки яких випало воєнне лихоліття та нелегкі післявоєні випробування.
Перші оповідання письменника-фронтовика  - це відлуння війни, теми характерні для багатьох письменників, що пройшли важкими фронтовими дорогами та партизанськими стежками. У 1946 році в Чуднівській районній газеті було опубліковано перше оповідання під назвою «Вони мстять».
Подіями Великої Вітчизняної війни присвятив П.Шпита і оповідання «Після бурі» (1946), «В новорічну ніч», «Громові будні» (1949), новелу «Над квадратом», в якій розповів про подвиг свого земляка Героя Радянського Союзу, льотчика-винищувача Захара Володимировича Семенюка.
Окремими виданнями вийшли повість «Тачанка» (1963) та «Хлопці з Кириївки» (1971). Ці твори засвідчили увагу письменника до дитячої тематики. Адже обидві книги наповнені пригодницьким змістом, цікавими вчинками та прикладами хоробрості сільської дітвори.
Вагомим творчим здобутком Павла Шпити стали повісті «Червоний шторм» (1967) та «Республіка на морі» (1973). Автор вперше зробив спробу художньо осмислити відому в історії подію – повстання на броненосці «Потьомкін». Про ці книги схвально відгукнулись письменники-земляки В.Кучер та М.Рубашов. В повістях розповідається про життя і діяльність уродженців села Великі Коровинці Чуднівського району – одного з керівників повстання Григорія Микитовича Вакуленчука та його друга Трохима Івановича Чешука, які служили на цьому кораблі.
Однією з останніх прац Павла Шпити був нарис «Майстри ремонтної справи» (1980). У нарисі автор розповів про трудову династію родини Назарчуків – мешканців села Молочки, які працювали у Краснопільській «сільгосптехніці». Тринадцять членів цієї родини пов'язали свій трудовий шлях з цим підприємством. Автор повісті зумів виробничу тему розкрити через духовний світ персонажів, їх внутрішню красу, про яку влучно сказав М.Рильський у вірші «Троянди й виноград».

### Твори
- «Після бурі»
- «Громові будні»
- «Над квадратом 104»
- повість «Тачанка»
- повість «Хлопці з Кириївки» (1971 р.)
- повість «Червоний шторм» (1967 р.)
- повість і збірка оповідань «Республіка на морі» (1973 р.)
- нарис «Майстри ремонтної справи»

## Вшанування пам'яті
19 вересня 2014 року, з нагоди 90-ліття із дня народження Павла Шпити, у деяких населених пунктах Чуднівського району пройшли заходи із вшанування його пам'яті. Так, у центральній районній бібліотеці Чуднова оформлено тематичну поличку «Благословенний літературним даром», у районній дитячій бібліотеці пройшов літературний вечір, у краєзнавчому музеї села Великі Коровинці, де бував П. Шпита, оформлено експозицію, приурочену пам'яті письменника, у бібліотеці села Бейзимівка оформлено книжкову виставку «Павло Шпита — письменник-публіцист». На будинку письменника в селі Вільшанка відкрито меморіальну дошку.